# Каргинов, Георгий Аланович
Гео́ргий Ала́нович Карги́нов (род. 29 января 2001, Владикавказ) — российский футболист, полузащитник владикавказской «Алании».

## Биография
Начинал заниматься футболом в родном городе Владикавказе, поступив в местную ДЮСШ «Юность». Оттуда перешёл в молодёжную команду тамошнего «Спартака».
21 апреля 2019 года дебютировал за основную команду «Спартака» под руководством Спартака Гогниева в матче Первенства ПФЛ против махачкалинского «Легиона» (0:0), выйдя на 84-й минуте матча. По окончании сезона его пригласили на сборы «молодёжки» санкт-петербургского «Зенита».
Дебютировал 13 июля 2019 года в матче молодёжного первенства против «Тамбова» (2:1), начав игру в стартовом составе. Первый и единственный мяч забил против «Уфы» (4:0) в добавленное ко второму тайму время. В том же сезоне принял участие в розыгрыше Юношеской лиги УЕФА. Сыграв в сумме 4 матча и не отметившись результативными действиями, он вместе с командой закончил выступление на стадии группового этапа.
29 августа 2020 года за «Зенит-2» принял участие в матче 4-го тура второй лиги против владимирского «Торпедо» (1:1), выйдя на замену на 81-й минуте матча. 11 июня 2022 года было объявлено об истечении срока контракта с футболистом и он покинул клуб. Всего за фарм-клуб «Зенита» сыграл 15 матчей.
31 августа 2022 года находился на просмотре в липецком «Металлурге», однако с клубом контракт так и не был подписан. 22 февраля 2023 года был заявлен за «Химки» в Российской премьер-лиге. 2 апреля 2023 года дебютировал за клуб под руководством Спартака Гогниева, который ранее и запустил профессиональную карьеру Каргинова, в матче чемпионата России против «Краснодара» (0:6), выйдя на 60-й минуте матча. По окончании сезона покинул команду.
16 июля 2023 года попал в заявку на сезон вновь обретшего профессиональный статус клуба «Астрахань». В этот же день дебютировал за него в матче 1-го тура второй лиги (дивизион «Б») против «Легиона» (2:2), выйдя во втором тайме.
После ухода из «Астрахани» выступал за крымский «Кызылташ», был признан лучшим полузащитником чемпионата Премьер-лиги КФС в сезоне 2024 года.
28 января 2025 года снова стал игроком владикавказской «Алании»

## Статистика выступлений

### Клубная
| Выступление      | Выступление      | Выступление      | Лига | Лига | Кубки | Кубки | Итого | Итого |
| Клуб             | Лига             | Сезон            | Игры | Голы | Игры  | Голы  | Игры  | Голы  |
| ---------------- | ---------------- | ---------------- | ---- | ---- | ----- | ----- | ----- | ----- |
| Алания           | ПФЛ              | 2018/19          | 3    | 0    | —     | —     | 3     | 0     |
| Алания           | Итого            | Итого            | 3    | 0    | —     | —     | 3     | 0     |
| Зенит-2          | ФНЛ-2            | 2020/21          | 11   | 0    | —     | —     | 11    | 0     |
| Зенит-2          | ФНЛ-2            | 2021/22          | 4    | 0    | —     | —     | 4     | 0     |
| Зенит-2          | Итого            | Итого            | 15   | 0    | —     | —     | 15    | 0     |
| Химки            | Премьер-лига     | 2022/23          | 1    | 0    | —     | —     | 1     | 0     |
| Химки            | Итого            | Итого            | 1    | 0    | —     | —     | 1     | 0     |
| → Химки-М        | Вторая лига      | 2022/23          | 5    | 0    | —     | —     | 5     | 0     |
| → Химки-М        | Итого            | Итого            | 5    | 0    | —     | —     | 5     | 0     |
| Астрахань        | Вторая лига      | 2023             | 4    | 0    | —     | —     | 4     | 0     |
| Астрахань        | Итого            | Итого            | 4    | 0    | —     | —     | 4     | 0     |
| Всего за карьеру | Всего за карьеру | Всего за карьеру | 28   | 0    | —     | —     | 28    | 0     |